# Rijnhaven (Rotterdam)
Cet article concerne le bassin du port du Rhin. Pour le quartier à Strasbourg, voir Port-du-Rhin.
Le Rijnhaven (en français, port du Rhin) est un bassin portuaire du port de Rotterdam. Il est l'un des plus anciens bassins sur la rive sud de la Nouvelle Meuse.